# Isoperla jamesae
Isoperla jamesae és una espècie d'insecte plecòpter pertanyent a la família dels perlòdids.

## Etimologia
El seu nom científic honora la figura del Dr. Audrey James, el qual va reconèixer aquesta espècie com a nova.

## Descripció
- El mascle adult és de color marró clar amb taques marrons fosques, fa 6-7 mm de longitud corporal i entre 7 i 8 a les ales anteriors.
- La femella adulta mesura entre 7 i 8 mm de longitud, 8-9 a les ales anteriors i presenta una coloració similar a la del mascle (tot i que sense el color vermell de l'abdomen d'aquest darrer).
- L'ou és gairebé rodó, de color marró clar i fa 254 micròmetres de llargària i 228 d'amplada.[3]

## Hàbitat
En el seu estadi immadur és aquàtic i viu a l'aigua dolça, mentre que com a adult és terrestre i volador. Comparteix el seu hàbitat amb Amphinemura alabama, Amphinemura nigritta, Leuctra rickeri, Alloperla caudata i Haploperla brevis.

## Distribució geogràfica
Es troba a Nord-amèrica: els Estats Units (el nord-oest d'Alabama i el nord-est de Mississipi).